# Witte oogklepmot
De witte oogklepmot (Opostega salaciella) is een vlinder uit de familie oogklepmotten (Opostegidae). De wetenschappelijke naam is voor het eerst geldig gepubliceerd in 1833 door Treitschke als Elachista salaciella.
De soort komt voor in Europa.